# Haemaphysalis kadarsani
Haemaphysalis kadarsani este o specie de căpușe din genul Haemaphysalis, familia Ixodidae, descrisă de Harry Hoogstraal și Wassef în anul 1977. Conform Catalogue of Life specia Haemaphysalis kadarsani nu are subspecii cunoscute.